# Myliobatis californica
Myliobatis californica är en rockeart som beskrevs av Gill 1865. Myliobatis californica ingår i släktet Myliobatis och familjen örnrockor. IUCN kategoriserar arten globalt som livskraftig. Inga underarter finns listade i Catalogue of Life.

## Utseende
Arten kännetecknas av ett framskjutande huvud med stora ögon. Liksom hos andra rockor är bålen platt och vid svansens ansats finns en ryggfena. Svansen är vanligen lika lång eller längre än bålen. Bröstfenorna påminner om stora vingar, som hos en örn. Kroppen har på ovansidan en mörkbrun till svart färg och undersidan är vitaktig. Myliobatis californica blir inklusive svans upp till 1,85 m lång och bredd ("vingspann"). Honor är oftast större än hanar. Vissa honor kan väga 91 kg men de flesta individerna är lättare. Arten har även en tagg på svansen men den används sällan.

## Utbredning och habitat
Denna örnrocka förekommer vid Nordamerikas västra kustlinje från Oregon till mellersta Mexiko. En avskild population finns vid Galapagosöarna (enligt IUCN:s karta och Catalogue of Life). Arten vistas i grunda havsområden som sällan är djupare än 100 meter.

## Ekologi
Individerna simmar ensam eller i mer eller mindre stora grupper. De rör sig ganska fort och kan hoppa ur vattnet.
Honor föder levande ungar (ovovivipari) cirka ett år efter äggens befruktning. Per kull föds 2 till 12 ungar. När ungarna föds är de cirka 20 cm långa. Hanar blir könsmogna efter 2 till 3 år och de är vid tidpunkten cirka 60 cm långa. Honor blir först efter 5 år könsmogna när de är cirka 90 cm långa. Livslängden går upp till 24 år.
Arten hittar sin föda som består av ryggradslösa djur och fiskrom på havets botten. Myliobatis californicus blir själv jagad av större hajar som Notorynchus cepedianus eller vithaj samt av sjölejon.